# لایف سیورز
لایف سیورز (انگلیسی: Life Savers) شرکت صنایع غذایی آمریکایی است، که در سال ۱۹۱۲ تأسیس شد.